# Schuimsnoep
Schuimsnoep is een soort snoepgoed bestaande uit een schuimachtige massa van suiker, glucosestroop en textuur gevende stoffen, gewoonlijk gelatine. Schuimsnoep is verkrijgbaar in verschillende smaken en wordt soms omhuld door een laagje chocolade, eventueel met kokosvlokken of hagelslag.
Voorbeelden van schuimsnoep zijn: schuimbananen, schuimpjes en Ahlgrens bilar. Ook zijn marshmellows een vorm van schuimsnoep.
Het snoepgoed is slecht voor het milieu en het slechtste zijn de marshmallows gevolgd door gelei en melkchocolade. Een zak van marshmallows heeft zo veel invloed op het klimaat als een portie varkensvlees. Dat blijkt uit een studie van het Instituut voor Voedsel en Biotechnologie in opdracht van Livsmedelsverket.

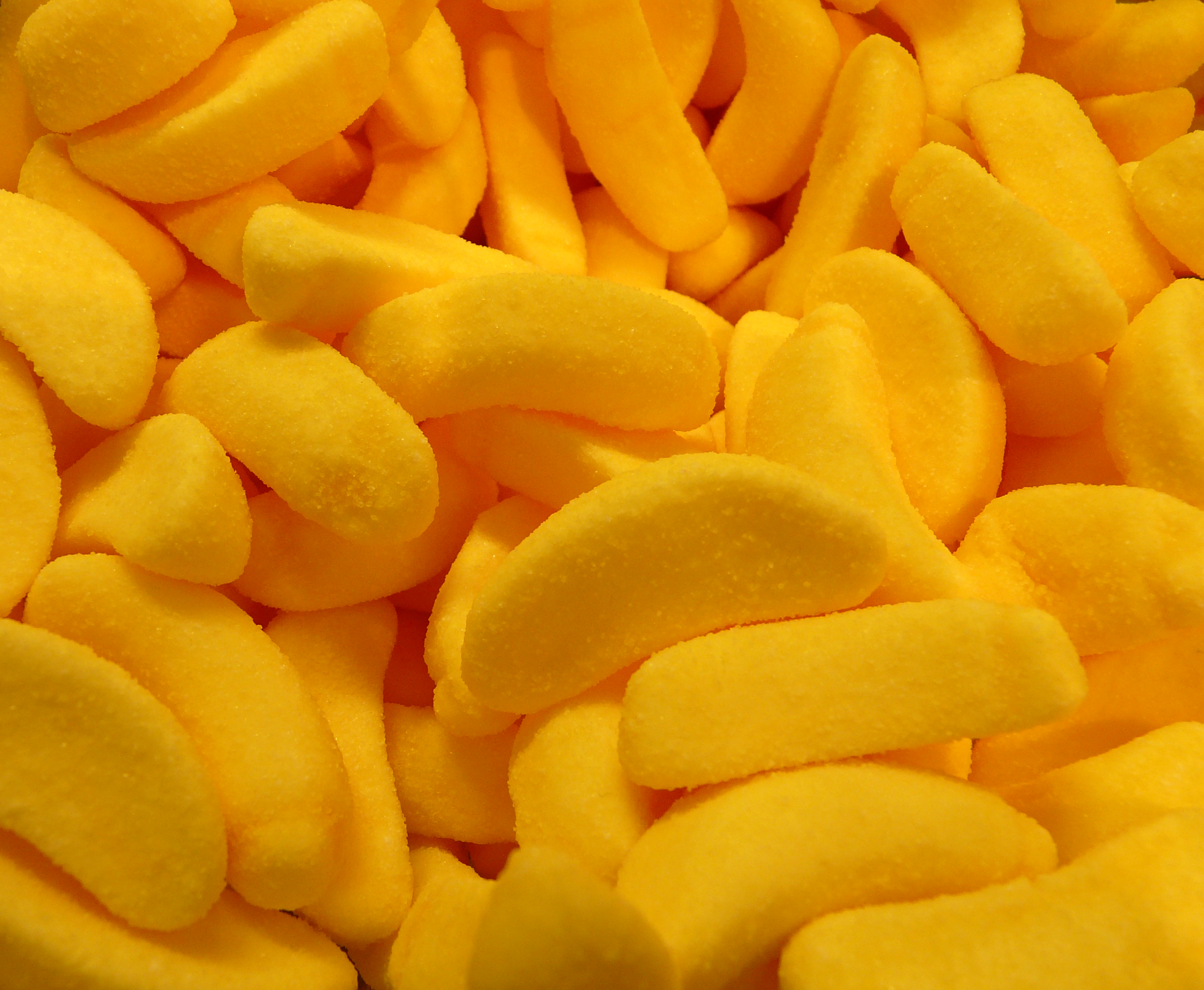
schuimbananen
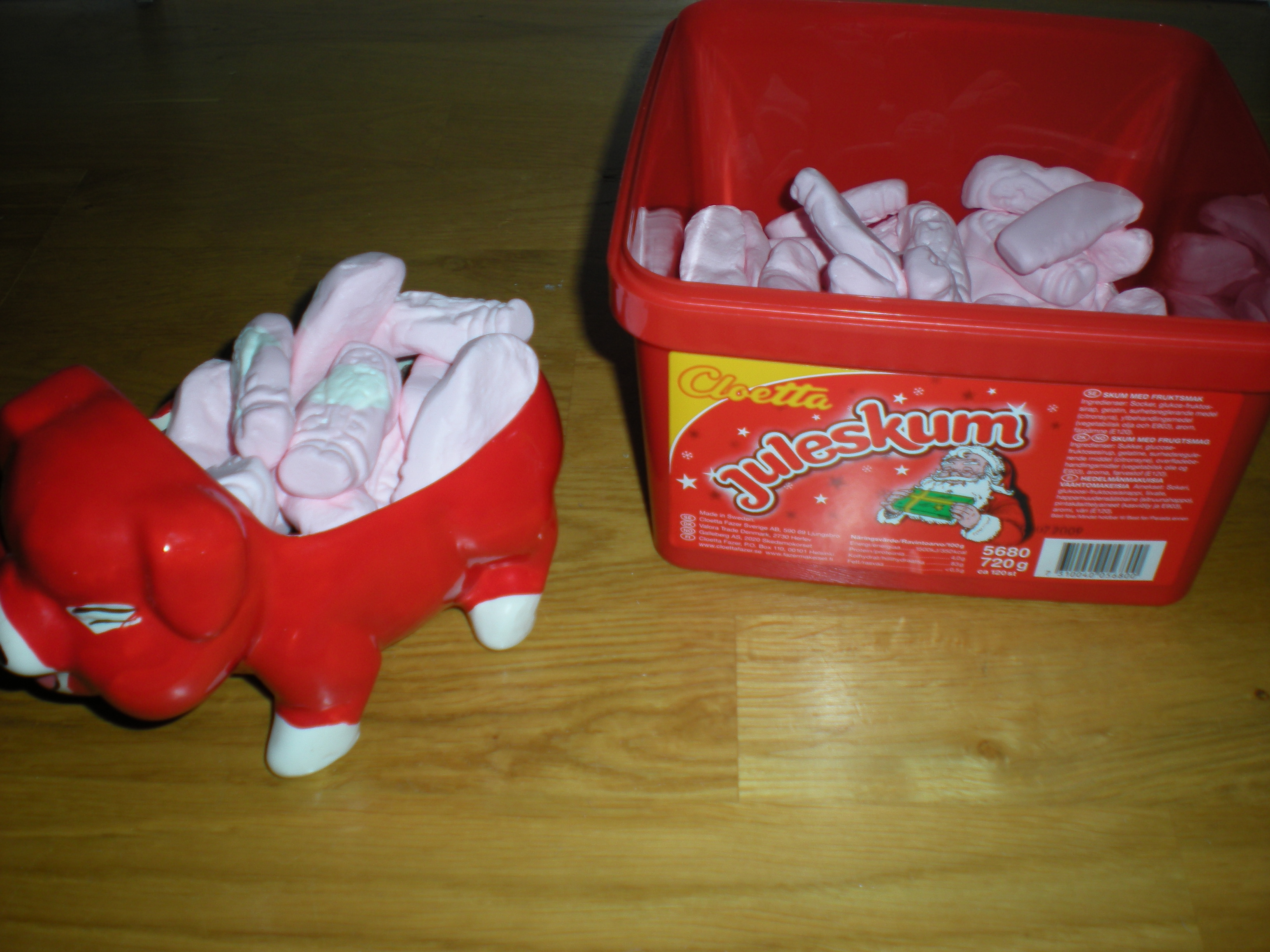
Cloetta Juleskum
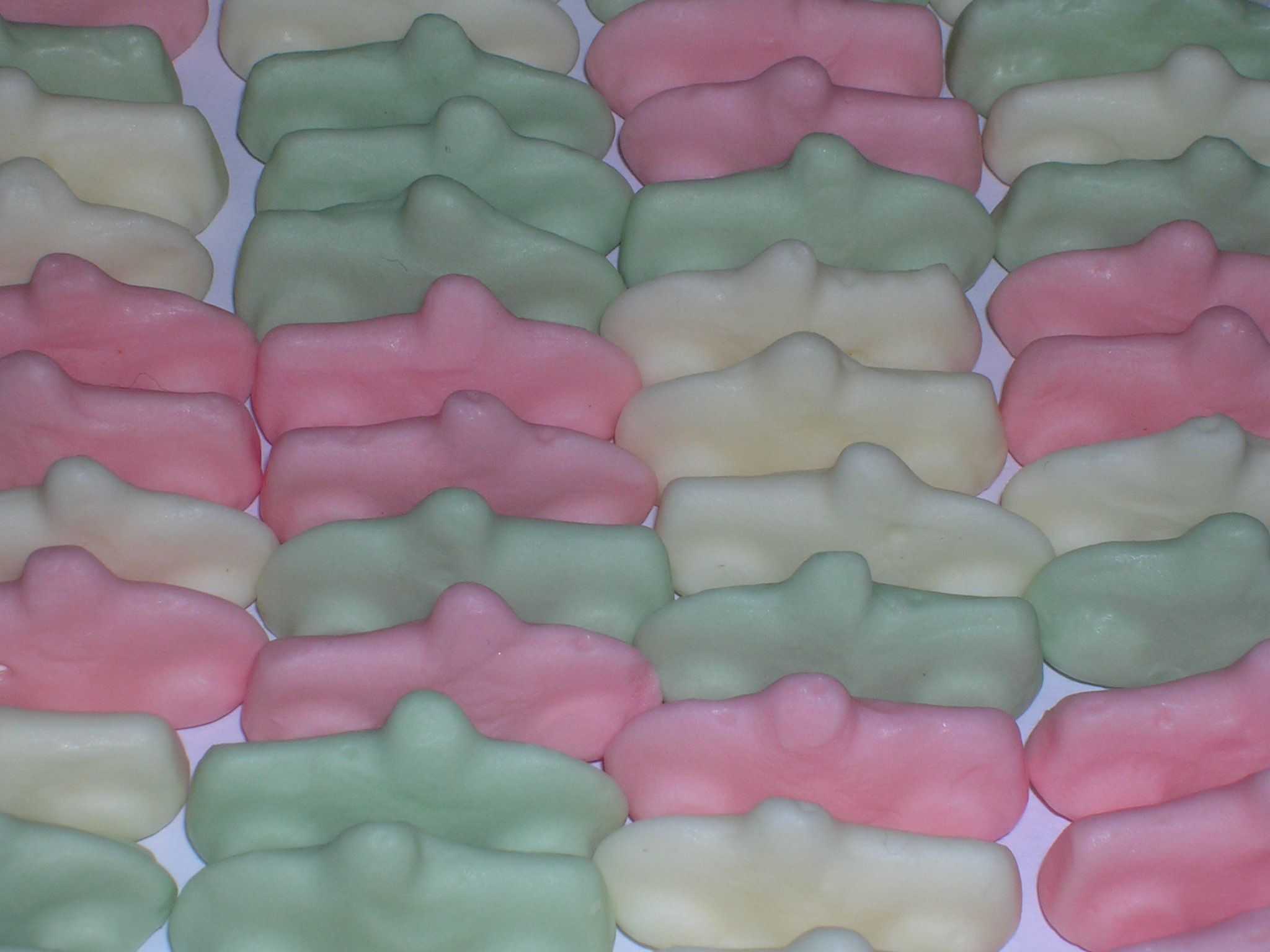
Ahlgrens bilar